# ATP-toernooi van Itaparica
Het ATP-toernooi van Itaparica (ook bekend onder de naam Sul America Open en Citibank Open) was een tennistoernooi van de ATP-Tour dat in 1982 en tussen 1986 en 1990 plaatsvond op outdoor hardcourtbanen. In 1991 ging de toernooilicentie over naar het ATP-toernooi van São Paulo.

## Finales

### Enkelspel
| Jaar      | Winnaar       | Runner-up              | Uitslag       |       |
| Bahia     | Bahia         | Bahia                  | Bahia         | Bahia |
| --------- | ------------- | ---------------------- | ------------- | ----- |
| 1982      | Jaime Fillol  | Ricardo Acuna          | 7-6, 6-4      |       |
| 1983-1985 | Geen toernooi | Geen toernooi          | Geen toernooi |       |
| Itaparica |               |                        |               |       |
| 1986      | Andrés Gómez  | Jean-Philippe Fleurian | 4-6, 6-4, 6-4 |       |
| 1987      | Andre Agassi  | Luiz Mattar            | 7-6, 6-2      |       |
| 1988      | Jaime Yzaga   | Javier Frana           | 7-6, 6-2      |       |
| 1989      | Martín Jaite  | Jay Berger             | 6-4, 6-4      |       |
| 1990      | Mats Wilander | Marcelo Filippini      | 6-1, 6-2      |       |

### Dubbelspel
| Jaar      | Winnaar                      | Runners-up                                    | Uitslag          |       |
| Bahia     | Bahia                        | Bahia                                         | Bahia            | Bahia |
| --------- | ---------------------------- | --------------------------------------------- | ---------------- | ----- |
| 1982      | Givaldo Barbosa João Soares  | Thomaz Koch Jose Schmidt                      | 7-6, 2-1, opgave |       |
| 1983-1985 | Geen toernooi                | Geen toernooi                                 | Geen toernooi    |       |
| Itaparica |                              |                                               |                  |       |
| 1986      | Chip Hooper Mike Leach       | Loïc Courteau Guy Forget                      | 7-5, 6-3         |       |
| 1987      | Sergio Casal Emilio Sánchez  | Jorge Lozano Diego Pérez                      | 6-2, 6-2         |       |
| 1988      | Sergio Casal Emilio Sánchez  | Jorge Lozano Todd Witsken                     | 7-6, 7-6         |       |
| 1989      | Rick Leach Jim Pugh          | Jorge Lozano Todd Witsken                     | 6-2, 7-6         |       |
| 1990      | Mauro Menezes Fernando Roese | Tomás Carbonell Marcos-Aurelio Gorriz-Bonhora | 7-6, 7-5         |       |

ITF-toernooien (mannen en vrouwen)

ATP-toernooien (mannen) – ATP-seizoen 2025

WTA-toernooien (vrouwen) – WTA-seizoen 2025

Voormalige toernooien mannen
Voormalige toernooien vrouwen
Voormalige amateurtoernooien